# Tomo Šokota
Tomislav "Tomo" Šokota est un footballeur international croate né le 8 avril 1977 à Zagreb. Il est attaquant.

## Palmarès

### Dinamo Zagreb
- Champion de Croatie en 1998, 1999, 2000, 2008 et 2009.
- Vainqueur de la Coupe de Croatie en 1998, 2001, 2008 et 2009.

### Benfica Lisbonne
- Champion du Portugal en 2005.
- Vainqueur de la Coupe du Portugal en 2004.

### FC Porto
- Champion du Portugal en 2006 et 2007.